# Еван Дженкінс
Еван Холлін Дженкінс (англ. Evan Hollin Jenkins; нар. 12 вересня 1960, Гантінгтон, Західна Вірджинія) — американський політик. З січня 2015 року він представляє 3-й округ Західної Вірджинії у Палаті представників США.

## Життєпис
У 1983 році він закінчив Університет Флориди у Гейнсвіллі. Після отримання юридичного ступеня у Школі права Семфордського університету у Бірмінгемі (штат Алабама), у 1987 році він почав адвокатську практику. Він також працював тимчасовим генеральним директором Медичної асоціації штату Західна Вірджинія і співголовою Національного комітету охорони здоров'я у Торгово-промисловій палаті Західної Вірджинії. Дженкінс також читав правові лекції в Університеті Маршалла у своєму рідному місті Гантінґтоні.
З 1994 по 1998 рік він був членом Палати делегатів Західної Вірджинії, а з 2002 по 2014 рік — членом Сенату штату.
Він входив до лав Демократичної партії з 1992 по 2013 рік. У липні 2013 року він приєднався до Республіканської партії (був республіканцем до 1992 року).
Одружений, має трьох дітей.